# Спиносаурус
Спиносаурус (лат. Spinosaurus) је био род тероподних диносауруса из  ценоманијске и туронијске епохе периода креде, који се појавио пре отприлике 112- 93 милиона година на подручју северне Африке, а најмлађи примерци су датовани на старост од око 100 милиона година. Име значи „кичмени гуштер”.

## Карактеристике
Овај месојед је према старијим проценама био масивнији од тираносауруса рекса, али новије студије палеонтолога Пола Серена из 2022. указују на горњу границу тежине од око 7,4 тоне. Упркос томе, са процењеном дужином између 14 и 15m, спиносаурус је за сада највећи познати теропод.
Претпоставља се да се спиносаурус претежно (али не искључиво) хранио рибом. На то указује његова дугачка њушка, као и спреда испреплетани зуби, који су обликом били слични као код крокодила, што је заједничка карактеристика свим спиносауридима.
Задњи екстремитети су били развијенији од предњих, са три прста са канџама која су додиривала тло, док је палац био подигнут и наизглед без неке значајније улоге. Предњи екстремитети су били неуобичајено дуги за теропода, и прсти на њима су се завршавали уназад повијеним канџама.
Имао је трбушна ребра (гастралије) много мања од правих, са којима нису била у директном контакту, а имала су улогу да придржавају црева. Кичмени пршљенови су достизали дужину од два метра и били су прожети ситним крвним судовима. Они су придржавали моћно развијено кожно једро дуж читавих леђа. Једна од претпоставки око функције једра јесте да је крв која је протицала кроз једро мењала његову боју, и то је могло да привуче партнера, обесхрабри грабљивце, или да има улогу у терморегулацији. Тачна улога ипак није позната.

## Откриће
Фосил спиносауруса је открио немачки палеонтолог Ернст Штромер (1870-1952) и однео их у Немачку, али су уништени током Другог светског рата. Налазиште ових фосила је у Оази Бахарија, 290 км југозападно од Каира.

## Начин живота
Географско подручје на коме су пронађени фосилни остаци спиносауруса (данашњи север Африке) је током ценоманијске и туронијске епохе било обално подручје прекривено мангровама, те је спиносаурус вероватно био специјализован за лов на рибу, и тако није улазио у конкуренцију око плена са оновременим тероподима из истих екосистема (формације Бахарија у Египту и Кем Кем у Мароку), кархародонтосаурусом и делтадромеусом. Оваква подела еколошких ниша између крупних месоједа упоредива је са данашњим афричким саванама.
Стручњаци који проучавају спиносауриде још увек су подељени око тога до које је мере спиносаурус био акватичан. Студија палеонтолога Матеа Фабрија и колега из 2022. упућује на то да су кости спиносауруса и његовог сродника барионикса биле густе, што би им омогућавало боље роњење. Исте године, Пол  Серено и колеге објављују студију која оповргава ове тврдње, и уз помоћ CT скена, те реконструисаног скелета и мускулатуре, долазе до закључка да је спиносаурус био претежно копнена животиња и невешт пливач.